# Nardoa variolata
Nardoa variolata är en sjöstjärneart som först beskrevs av Anders Jahan Retzius 1805.  Nardoa variolata ingår i släktet Nardoa och familjen Ophidiasteridae. Inga underarter finns listade i Catalogue of Life.